# 信 (2016年电影)
《靈魂戀人》是一部2016年上映的中国大陆愛情，悬疑惊悚片，由北京華羽先生传媒有限公司和可米國際影視有限公司出品发行。该片由中國著名摄影指导孫煜担任导演，文雨非和蔡函岑和孫煜领衔主演，本剧讲述的是一个悲情的爱情故事，但是又有悬疑和心理惊悚的情节贯穿始终。“女人和男人究竟发生了什么？女人去了哪里？男人究竟深爱的是谁？妻子又是给谁送的信？三个人到底是怎样的际遇与关系？信中到底写了些什么？男人身上到底有什么不可告人的令人毛骨悚然的秘密？。
本片于2015年10月20日在北京七天酒店开机拍摄。

## 人物角色
| 演員   | 角色   | 備註 |
| 文雨非 | 女主角 | 刘静 |
| 蔡函岑 | 女主角 | 王雨 |
| 孫煜   | 男主角 |      |

## 外部連結
电影《信》在京开机 欲打造国内最具代表性作品
台湾演员蔡函岑文雨非 参演电影《信》首次触电 （页面存档备份，存于）